# Ильфельд
Ильфельд (нем. Uehlfeld) — ярмарочная община в Германии, в земле Бавария.
Подчиняется административному округу Средняя Франкония. Входит в состав района Нойштадт-ан-дер-Айш-Бад-Виндсхайм. Подчиняется управлению Ильфельд. Население составляет 2940 человек (на 31 декабря 2010 года). Занимает площадь 31,23 км². Официальный код — 09 5 75 167.
Община подразделяется на 13 административных единиц.

## Население
По оценке на 31 декабря 2015 года население общины Ильфельд составляет 2912 чел. 

| Дата      | 1840 | 1871 | 1900 | 1925 | 1939 | 1950 | 1961 | 1970 | 1987 | 2011 |
| --------- | ---- | ---- | ---- | ---- | ---- | ---- | ---- | ---- | ---- | ---- |
| Население | 2583 | 2433 | 2152 | 2026 | 1897 | 2726 | 2165 | 2193 | 2182 | 2895 |

| Год       | 1960 | 1970 | 1980 | 1990 | 2000 | 2009 | 2010 | 2011 | 2012 | 2013 | 2014 | 2015 |
| --------- | ---- | ---- | ---- | ---- | ---- | ---- | ---- | ---- | ---- | ---- | ---- | ---- |
| Население | 2188 | 2209 | 2271 | 2277 | 2792 | 2937 | 2940 | 2884 | 2861 | 2866 | 2905 | 2912 |